# Mordellistena pallipes
Mordellistena pallipes är en skalbaggsart som beskrevs av Smith 1882. Mordellistena pallipes ingår i släktet Mordellistena och familjen tornbaggar. Inga underarter finns listade i Catalogue of Life.